# 谷地城
谷地城（やちじょう）は、出羽国村山郡谷地（山形県西村山郡河北町）にあった日本の城。町指定史跡。

## 概要

### 歴史
谷地城の創建は弘治年間（1555年～1558年）中条長昌によって行われたとされる。
中条氏（ちゅうじょうし）は武蔵七党横山党の一族であり、鎌倉幕府の成立に貢献した中条家長を祖とする。評定衆や尾張守護を務め出羽国小田島荘の地頭職を得る。小田島荘に入った中条氏庶流は小田島氏を名乗り南北朝時代を迎える。南朝に与した小田島氏は結城氏の配下に入って小田島荘の代官となったが、結城氏が北朝に寝返ると程なく叛旗を翻し、小田島荘を掌握した。しかし、北朝の斯波兼頼が出羽に下向し、小田島氏は領地の大半を捨て谷地へ閉塞した。
応永3年（1396年）、留守（藤原）家継より中条備前守が上田鍋（河北町弥勒寺）を与えられる。応永13年（1406年）にも先例により小見郷（河北町大字田井から字道海にかけて）、小堤郷（河北町溝延の北部から谷地の南部）が安堵されている。ただし、北寒河江庄の吉田・堀口・三曹司・両所・窪目については鎌倉円覚寺領として、山形に拠る斯波氏（最上氏）の支配下にあった。
長国-長政-長衡-長胤-長昌と北寒河江荘を支配するが長昌で断絶する。その後永禄・元亀（1558年～1573年）頃には谷地北方（村山市白鳥）の国人領主白鳥氏が勢力を扶植し、天正10年（1582年）ごろまで白鳥長久が城主として城郭を整備した。天正12年（1584年）城主長久が最上義光に誘殺されると最上氏の攻撃を受けて落城、最上氏配下斎藤光則（伊予守）が在城した。
慶長5年（1600年）慶長出羽合戦では庄内から侵攻した上杉軍の攻撃を受け9月18日までに落城、下秀久の支配を受ける。10月1日関ヶ原の敗報に触れた本隊が撤退するも下秀久は籠城し、7日（11日とも）間の籠城戦の末降伏した。
その後最上氏蔵入地として支配されたが、元和8年（1622年）最上氏の改易により廃城となった。

### 構造
三重の堀に囲まれた輪郭式平城である。本丸の規模は南北260ｍ東西120ｍで土塁で二分される。本丸外側は基底部幅14ｍの土塁で囲まれる。一の堀は最大幅50ｍであるがおおよそ30ｍ幅である。二の丸は南北450～500ｍ東西350ｍの長方形をなす。一の堀沿いに街路をとって屋敷を配し、二の堀沿いに土塁を積んだ。二の堀は最大幅50ｍ最小幅10ｍである。三の丸は旧谷地本郷をほぼすべて囲み、水堀跡の低地を残す。

### 歴代城主
- 中条長昌
- 白鳥長久
- 斎藤光則（伊予守）
- 下秀久

## 所在地
- 谷地城本丸跡（三社宮）

山形県西村山郡河北町谷地乙

## アクセス
- JRさくらんぼ東根駅から車で20分
- JR寒河江駅から車で20分
- 東根ICから5ｋｍ（車で15分）